# 迈克·奥罗克
迈克·奥罗克（英語：Mike O'Rourke，1955年8月21日—），新西兰男子田径运动员。他曾代表新西兰参加1978年、1982年和1990年英联邦运动会田径比赛，获得一枚金牌和一枚银牌。